# Amerikansk grovsnärja
Amerikansk grovsnärja (Cuscuta campestris) är en ört som saknar klorofyll men får vita eller ljusröda blommor, och blommar från juni till augusti.